# Villers-Rotin
Villers-Rotin település Franciaországban, Côte-d’Or megyében. Lakosainak száma 124 fő (2022. január 1.). Villers-Rotin Auxonne, Billey, Flagey-lès-Auxonne és Labergement-lès-Auxonne községekkel határos.

## Népesség
A település népessége az elmúlt években az alábbi módon változott:
| Lakosok száma | 112  | 120  | 129  | 129  | 134  | 131  | 128  | 126  | 125  | 124  |
|               | 1968 | 1982 | 1990 | 2006 | 2013 | 2015 | 2017 | 2019 | 2020 | 2022 |